# Nova Esquerra (Polònia)
Nova Esquerra  (en polonès: Nowa Lewica; NL) és un partit socialdemòcrata de Polònia, membre de la coalició L'Esquerra.

## Història
Primavera i l'Aliança de l'Esquerra Democràtica van cooperar inicialment el 2019 durant les eleccions legislatives del mateix any com a part de la coalició de L'Esquerra. Després de les eleccions, es va anunciar el pla de fusió dels dos partits. Com a conseqüència, el 2020, la SLD va canviar el seu nom pel de Nova Esquerra, ja que el nou partit s'havia de basar en les estructures de l'aliança. No obstant això, es va ajornar la fusió a causa de la pandèmia de la COVID-19. Finalment, l'11 de juny de 2021, l'assemblea general de Primavera va votar a favor de la dissolució del partit per fusionar-se amb la SLD.
A les eleccions legislatives de 2023, la coalició L'Esquerra participa tècnicament com Nova Esquerra, la llista de la qual inclou representants del Partit Junts, Unió del Treball, el Partit Socialista Polonès i la Socialdemocràcia de Polònia.
Es va unir a la coalició de quatre partits que va nomenar Donald Tusk com el seu candidat a primer ministre. Va rebre quatre escons al gabinet de Tusk, amb Krzysztof Gawkowski com a viceprimer ministre. És la primera vegada que un partit d'esquerres està al govern des que l'últim govern de la SLD va ser derrotat el 2005.

## Resultats electorals

### Sejm
| Any  | Líder                                 | Vots            | %               | Escons   | +/− | Govern           | Ref   |
| ---- | ------------------------------------- | --------------- | --------------- | -------- | --- | ---------------- | ----- |
| 2023 | Włodzimierz Czarzasty, Robert Biedroń | Dins L'Esquerra | Dins L'Esquerra | 19 / 460 | Nou | Oposició 2023    | [ 4 ] |
| 2023 | Włodzimierz Czarzasty, Robert Biedroń | Dins L'Esquerra | Dins L'Esquerra | 19 / 460 | Nou | Coalició (2023-) | [ 4 ] |

### Senat
| Any  | Líder                                 | Vots            | %               | Escons  | +/− | Ref   |
| ---- | ------------------------------------- | --------------- | --------------- | ------- | --- | ----- |
| 2023 | Włodzimierz Czarzasty, Robert Biedroń | Dins L'Esquerra | Dins L'Esquerra | 7 / 100 | Nou | [ 4 ] |

### Parlament Europeu
| Any  | Líder                                 | Vots            | %               | Escons | +/− | Ref   |
| ---- | ------------------------------------- | --------------- | --------------- | ------ | --- | ----- |
| 2024 | Włodzimierz Czarzasty, Robert Biedroń | Dins L'Esquerra | Dins L'Esquerra | 3 / 53 | Nou | [ 5 ] |

### Assemblees Regionals
| Any  | Líder                                 | Vots            | %               | Escons  | +/− | Ref   |
| ---- | ------------------------------------- | --------------- | --------------- | ------- | --- | ----- |
| 2024 | Włodzimierz Czarzasty, Robert Biedroń | Dins L'Esquerra | Dins L'Esquerra | 7 / 552 | Nou | [ 6 ] |